# Reggie Johnson Jr
Reginald ‘Reggie’ Johnson Jr, nació en Chicago (Illinois), el 7 de mayo de 1994). Actualmente forma parte de la plantilla del Grupo Alega Cantabria de la Primera FEB de España. 

## Trayectoria profesional
Es hijo del jugador estadounidense con el mismo nombre, Reggie Johnson  que jugó en la Liga ACB en el Joventut de Badalona y Elosúa León. Se formó baloncestísticamente en las Universidades de Miami (Ohio) y Hampton, lugar este último donde logró sus mayores éxitos, sumando dos títulos de vencedor de su Conferencia y alcanzando por dos veces la fase final del Torneo Universitario estadounidense (March Madness).
Realizó su debut como profesional en la liga sueca con KFUM Nassjo, donde sus promedios fueron de 14.6 puntos (44% T2 y 37% T3), 2.7 rebotes y 3.2 asistencias.
En agosto de 2017, llega a España, en concreto a la Liga LEB Oro, firmando un contrato en su nueva aventura en el COB Ourense por una temporada.
Tras salir de España, jugaría durante dos temporadas en Hungría, la temporada 2019-20 en las filas del Kaposvári KK y la siguiente en el Zalakeramia-ZTE KK, ambos clubs de la Nemzeti Bajnokság I/A.
En la temporada 2020-21, juega en las filas del BC Budivelnyk de la Superliga de baloncesto de Ucrania.
El 20 de junio de 2021, firma por el Mitteldeutscher BC Weißenfels de la Basketball Bundesliga.
El 15 de enero de 2025, firma por el Grupo Alega Cantabria de la Primera FEB de España. 

## Clubs
- KFUM Nassjo (2016-2017)
- Club Ourense Baloncesto (2017-2018)
- Kaposvári KK (2018-2019)
- Zalakeramia-ZTE KK (2019-2020)
- BC Budivelnyk (2020-2021)
- Sharks d'Antibes (2021-2022)
- CS Ploiesti (2023-2024)
- Sporting de Portugal (2024-2025)
- Grupo Alega Cantabria (2025- actual)